# Billdal
Billdal ist eine Ortschaft (tätort) auf der Grenze zwischen den Gemeinden (kommun) Kungsbacka und Göteborg in den Provinzen Hallands län beziehungsweise Västra Götalands län. Der Ort hatte 2015 14.874 Einwohner, von denen 10.434 auf einer Fläche von 1.486 Hektar der Gemeinde Kungsbacka sowie 4.440 Einwohner auf 388 Hektar der Gemeinde Göteborg lebten. Damit ist Billdal einer der 14 Orte (davon 9 tätorter) Schwedens, die auf dem Territorium zweier Provinzen liegen.

## Bevölkerungsentwicklung
| Jahr | Bevölkerungszahl | Fläche (km²) | Bevölkerungsdichte (Ew./km²) |
| ---- | ---------------- | ------------ | ---------------------------- |
| 1960 | 454              |              |                              |
| 1965 | 498              |              |                              |
| 1970 | 479              |              |                              |
| 1975 | 2.675            |              |                              |
| 1980 | 2.845            |              |                              |
| 1990 | 7.333            | 8,76         | 837                          |
| 1995 | 8.403            | 9,18         | 915                          |
| 2000 | 9.053            | 9,30         | 1022                         |
| 2005 | 9.609            | 9,30         | 1033                         |
| 2010 | 10.289           | 10,14        | 1015                         |
| 2015 | 14.874           | 18,74        | 794                          |